# Westerhamrikkermolenpolder
De Westerhamrikkermolenpolder is een voormalig waterschap in de Nederlandse provincie Groningen.
De polder lag aan ten westen van Nieuwolda en werd begrensd door het Termunterzijldiep en het Hondshalstermaar. Aan de westkant lag de Westersche Molenpolder of Oude Deljerpolder, aan de oostkant de Scheveklapstermolenpolder. De molen is vermoedelijk in 1791 gesticht door de volmachten van de Nieuwe Watering, in een gebied dat bekend stond als de Delden of Leegte (= laagte). Aanvankelijk werd een spinnenkopmolen met een vlucht van 14 m neergezet, die in 1797 weer te koop werd aangeboden. De bouw van een nieuwe molen met een vlucht van 21 meter werd in 1802 aanbesteed, waarna de molen in 1803 werd gebouwd. De belangrijkste watergang was de Nieuwe Watering. 
Het waterschap ging in 1850 op in het waterschap Weerdijk. De molen – een achtkantige bovenkruier – werd in 1927 op afbraak verkocht. 
Waterstaatkundig gezien ligt het gebied sinds 2000 binnen dat van het waterschap Hunze en Aa's.